# Regeneron Pharmaceuticals
Das Biotechnologie-Unternehmen Regeneron Pharmaceuticals wurde 1988 gegründet und wird an der NASDAQ-Börse unter dem Symbol „REGN“ gehandelt. Regeneron Pharmaceuticals ist weltweit führend in der Herstellung monoklonaler Antikörper, die Regeneron zum Teil selbst vermarktet, zum Teil aber auch in Lizenz oder Kooperation mit anderen Unternehmen, beispielsweise Bayer oder Sanofi, vertreibt.

## Geschichte
Das Unternehmen wurde 1988 von Leonard Schleifer gegründet. Wichtigster Entwickler im Unternehmen ist George Yancopoulos.
Am 19. Mai 2025 gab Regeneron Pharmaceuticals bekannt, dass es für 256 Millionen Dollar das Kerngeschäft von 23andMe erwarb (Personal Genome Service, Total Health and Research Services und die Biobank).

## Produkte
Regeneron Pharmaceuticals ist Marktführer in der Technik, humane Antikörper zu produzieren, und hat eine bedeutende Pipeline experimenteller Kandidaten, beispielsweise zur Behandlung von Krebs, rheumatoider Arthritis und Hypercholesterinämie.
Die strategische Zusammenarbeit mit Sanofi ermöglicht dem Unternehmen eine Langzeitprognose der Finanzierung.
Rilonacept (Handelsname Arcalyst) ist ein Interleukin-1-Inhibitor, d. h. ein antiinflammatorisches Arzneimittel, das zur Behandlung der seltenen Erbkrankheit Cryopyrin-assoziiertes periodisches Syndrom (CAPS) eingesetzt wird. Es war Regenerons erstes Medikament und wurde 2008 in den USA von der Food and Drug Administration (FDA) zugelassen.
Aflibercept ist ein rekombinanter Wachstumsfaktor-Inhibitor, der unter dem Handelsnamen Eylea zur Behandlung der altersbedingten Makuladegeneration (AMD) eingesetzt wird. In Deutschland wird Eylea von Bayer Healthcare Pharmaceuticals vermarktet. Unter dem Handelsnamen Zaltrap wird die gleiche Substanz zur Behandlung des metastasierten kolorektalen Karzinoms eingesetzt. (mCRC). Eylea ist das wichtigste Produkt des Unternehmens.
Praluent (Alirocumab) ist als Proproteinkonvertase-Subtilisin/Kexin-Typ-9-Antikörper zur LDL-Cholesterin-Senkung bei familiärer Hypercholesterinämie zugelassen. Kevzara zur Behandlung der rheumatoiden Arthritis enthält als Wirkstoff den IL-6R-Antikörper Sarilumab.
REGN-COV2 ist eine Kombination aus zwei monoklonalen Antikörpern (Casirivimab (REGN10933) und Imdevimab (REGN10987)) zur passiven Immunisierung nach einer SARS-CoV-2-Infektion. Am 21. November 2020 erteilte die Food and Drug Administration (FDA) eine Notfallzulassung des Medikaments REGN-COV2 für leichte bis mittelschwere Verläufe von COVID-19. Am 24. Januar 2021 gab Bundesgesundheitsminister Jens Spahn bekannt, dass die Bundesregierung 200.000 Dosen für 400 Millionen Euro (= 2000 Euro pro Dosis) gekauft hat. Der Ausschuss für Humanarzneimittel (Human Medicine Committee, CHMP) der Europäischen Arzneimittel-Agentur (EMA) hat am 26. Februar 2021 seine Überprüfung der Verwendung der Kombinationstherapie mit den monoklonalen Antikörpern Casirivimab und Imdevimab zur Behandlung von Patienten mit COVID-19 abgeschlossen.